# Di Galitzyaner Klezmorim
Di Galitzyaner Klezmorim ist ein polnisches Klezmer-Ensemble aus Krakau.

## Geschichte
Die Musikgruppe wurde 1996 von drei Musikstudenten in Krakau gegründet. Seit 1998 spielt sie in der Besetzung Mariola Śpiewak (Klarinette), Grzegorz Śpiewak (Akkordeon) und Rafał Seweryniak (Kontrabass).
Sie erhielten mehrere Preise für ihre Musik, wie zum Beispiel den Ersten Preis beim 1. Offenen Chopin-Preisausschreiben für alle Instrumente außer Klavier 1999. Neben ihrem Heimatland war die Gruppe schon in vielen Ländern Europas live zu hören. Zudem spielen sie regelmäßig im jüdischen Viertel Kazimierz in Krakau.

## Stil
Di Galitzyaner Klezmorim spielen traditionelle Klezmermusik mit typischer Instrumentenbesetzung, jedoch ohne Gesang. Der jiddische Name bedeutet „Die (Tavernen-)Spieler Galiziens“. Sie spielen neben alten jüdischen Melodien auch eigene Kompositionen. Zum Teil lassen sie sich von polnischen Kompositionen inspirieren.

## Diskografie
- 2000: Di Galitzyaner Klezmorim (Trio Galicyjskie) (CD/MC, Neuauflage 2004)
- 2003: Nokh amol (CD, Neuauflage 2004)
- 2012: Ponad Horyzont (CD)